# Orogeneza caledoniană

Locația diferitelor catene montane rezultate din Orogeneza Caledoniană, la sfârșitul Devonianului

Orogeneza caledoniană se referă la ciclul orogenetic derulat în intervalul Ordovician – Devonianul inferior, cauzat în Paleozoicul inferior de către coliziunea dintre continentele Laurenția, Baltica și Avalonia, care a dus la închiderea Oceanului Iapetus și formarea supercontinentului Euramerica.
Numele de „Caledoniană” provine de la Caledonia, denumirea antică a Scoției.